# اسلات پاپ میامی
اسلات پاپ میامی (به انگلیسی: Slut Pop Miami) چهارمین آلبوم چندآهنگه از خواننده-ترانه‌پرداز آلمانی کیم پتراس می‌باشد که در ۱۴ فوریهٔ سال ۲۰۲۴ از سوی آمیگو و ریپابلیک منتشر گردید. این ئی‌پی دنبالهٔ اسلات پاپ (۲۰۲۲) می‌باشد.